# Disney Channel (Canadá)
O Disney Channel é um canal de televisão canadense de língua inglesa de propriedade da Corus Entertainment. Sua primeira transmissão em 1 de setembro de 2015, é uma versão local da rede de assinaturas americana de mesmo nome, transmitindo programação animada e ação ao vivo destinada a crianças entre 6 e 14 anos.
O canal foi lançado como parte de um novo acordo de licenciamento entre a Corus Entertainment e o Disney-ABC Television Group, que sucedeu a um acordo anterior de fornecimento de programa entre a Disney e o Family Channel (de propriedade da DHX Media ). Seu lançamento marcou a primeira vez que um serviço de televisão da Disney Channel operou no Canadá.

## História

### Antecedentes (1988–2015)
Na época de seu lançamento em 1988, o Family Channel, de propriedade da DHX Media, detinha os direitos canadenses sobre a biblioteca de programação do Disney Channel . Como tal, operou versões canadenses licenciadas das marcas exclusivas do Disney Channel, Disney XD e Disney Junior como canais irmãos.

### Lançamento e desenvolvimento (2015–2017)
Em 16 de abril de 2015, a Corus Entertainment anunciou que havia chegado a um acordo "histórico" com o Disney-ABC Television Group para adquirir direitos multi-plataforma canadenses de longo prazo para a biblioteca de programação do Disney Channel; o custo e a duração do acordo de licenciamento não foram divulgados. A Corus também anunciou que lançaria uma versão canadense do Disney Channel em 1º de setembro de 2015; o serviço consiste em um canal de televisão linear, junto com os aplicativos da TV Everywhere (Watch Disney Channel Canada) e serviços de vídeo sob demanda para plataformas de televisão. Isso marca o segundo serviço licenciado da Corus para a The Walt Disney Company proprietária da ABC Spark - uma versão localizada da ABC Family. No lançamento, a Corus afirmou que o Disney Channel estava disponível em 10 milhões de domicílios, com transporte para a maioria dos provedores de cabo canadenses, provedores de IPTV, TV Bell Fibe, Telus Optik TV e SaskTel, e provedores de satélite nacionais Bell TV e Shaw Direct .

### Alterações de marca e do licenciamento (2017 – presente)
Em 3 de julho de 2017, o Disney Channel recebeu um relançamento de marca parcial para combinar com a maioria das outras redes do Disney Channel no mundo, com uma nova série de identidade de estação, gráficos na tela, etc.
O Disney Channel originalmente operava como um serviço de Categoria B "isento":  a partir de novas políticas implementadas em 2012, canais com menos de 200.000 assinantes que de outra forma satisfariam a definição de um serviço de Categoria B estão isentos de licenciamento pela Comissão de Radiodifusão e Telecomunicações Canadenses. Em 1º de setembro de 2017, o canal se tornou um serviço discricionário regularmente licenciado.

## Programação

### Blocos de programação

#### Blocos atuais
- Disney XD on Disney Channel - um programa de programação com programas da Disney XD; uma noite de sexta-feira à noite / início da manhã de sábado (anteriormente à tarde de fim de semana, depois à noite de quinta-feira); o bloco foi colocado em hiato após 29 de novembro de 2015 devido ao lançamento do novo canal Disney XD operado pela Corus.[11][12] O Disney XD no Disney Channel também vai ao ar ocasionalmente nos finais de semana para mostrar episódios especiais, como o episódio de estréia Lab Rats: Elite Force .[13] O bloco retornou em 3 de novembro de 2016 após um hiato de 11 meses e começou a ser exibido nas noites de quinta-feira das 20:00 às 22:00 EST / PST. O bloco foi colocado em hiato novamente após 25 de maio de 2017, mas depois retornou em 2 de setembro de 2017 com o Homem-Aranha, Lei de Milo Murphy: Missing Milo e Walk the Prank .
- Disney Junior on Disney Channel - um bloco de programação de manhã de fim de semana (anteriormente dia da semana) com programação do Disney Junior .[6] O bloco foi descontinuado após 18 de dezembro de 2015 devido ao lançamento do novo canal Disney Junior operado pela Corus.[14] No entanto, a pré-estréia especial de 2 dias do novo show do Disney Junior, Mickey e Roadster Racers, estreou em 21 de janeiro de 2017 às 9:00.   am EST em todos os canais da Disney em inglês no Canadá como um simulcast e foi ao ar a visualização no Disney Channel e no Disney XD até 22 de janeiro de 2017. O bloco retornou em abril de 2018.